# Sérapéum de Saqqarah
Pour les articles homonymes, voir Sérapéum.
Le Sérapéum de Saqqarah est une nécropole antique consacrée au taureau sacré Apis, située au nord du complexe funéraire de Djéser en Basse-Égypte. Le taureau, vénéré comme un Dieu, était momifié et enseveli à l'issue d'une vie toute consacrée à des cérémonies et des offrandes dans son temple de Memphis.
L'origine de cette nécropole remonte à la XVIIIe dynastie. Sa fondation serait l'œuvre d'Amenhotep III et sa première extension magistrale au règne de Ramsès II. Elle ne cessera alors d'être agrandie sous les règnes suivants et jusqu'à la fin de l'époque pharaonique, à l'aube de l'époque chrétienne.

## Découverte
Le sérapéum fut découvert par le père de l’égyptologie, Auguste Mariette, le 1er novembre 1851. Le jeune chercheur, guidé et inspiré par le témoignage de l'auteur antique et géographe Strabon, dégagea dans un premier temps le dromos et, poursuivant cette allée bordée de sphinx, il découvre alors l'entrée des catacombes destinées à abriter les corps momifiés des taureaux sacrés Apis.
La découverte fit grand bruit notamment à cette époque où une véritable chasse au trésor était organisée et financée par les gouvernements sans cesse rivaux d'une Europe impériale et où l'égyptologie n'existait pas encore… Cette découverte sera l'un des éléments fondateurs pour Mariette dans sa volonté de stopper ce pillage systématique des richesses culturelles de l'Égypte. Il créa alors le tout premier Service des antiquités égyptiennes.
Deux pharaons célèbres du Nouvel Empire sont à l'origine de cette nécropole. Tous deux confièrent à l'un de leurs fils, prince héritier et grand prêtre de Ptah, la charge d'organiser le culte et de veiller à l'édification des édifices sacrés et au creusement des sépultures qui devaient abriter les dépouilles mortelles du dieu vénéré à Memphis sous la forme du taureau sacré.
C'est Thoutmôsis qui inaugure les lieux pour le compte du règne de son père, Amenhotep III. 
Puis, près d'un siècle plus tard, Khâemouaset sur les traces de son prédécesseur, développe pour le compte de son père Ramsès II le culte funéraire du dieu et supervise un immense chantier consacré au creusement de la sépulture divine : les premières catacombes. 
Avant cette date, les taureaux Apis étaient inhumés dans des tombes individuelles surmontées d'une chapelle destinée à leur culte funéraire en tant qu'Osiris-Apis. Khâemouaset fait donc creuser la première tombe collective spécialement aménagée pour les dépouilles des taureaux sacrés.
Ces catacombes seront agrandies, puis doublées par une nouvelle grande galerie qui restera en service jusqu'à la fin de l'Antiquité et la disparition du culte des animaux sacrés lorsque l'Empire romain embrassera le christianisme comme seule religion d'État.

## Description

### Le dromos

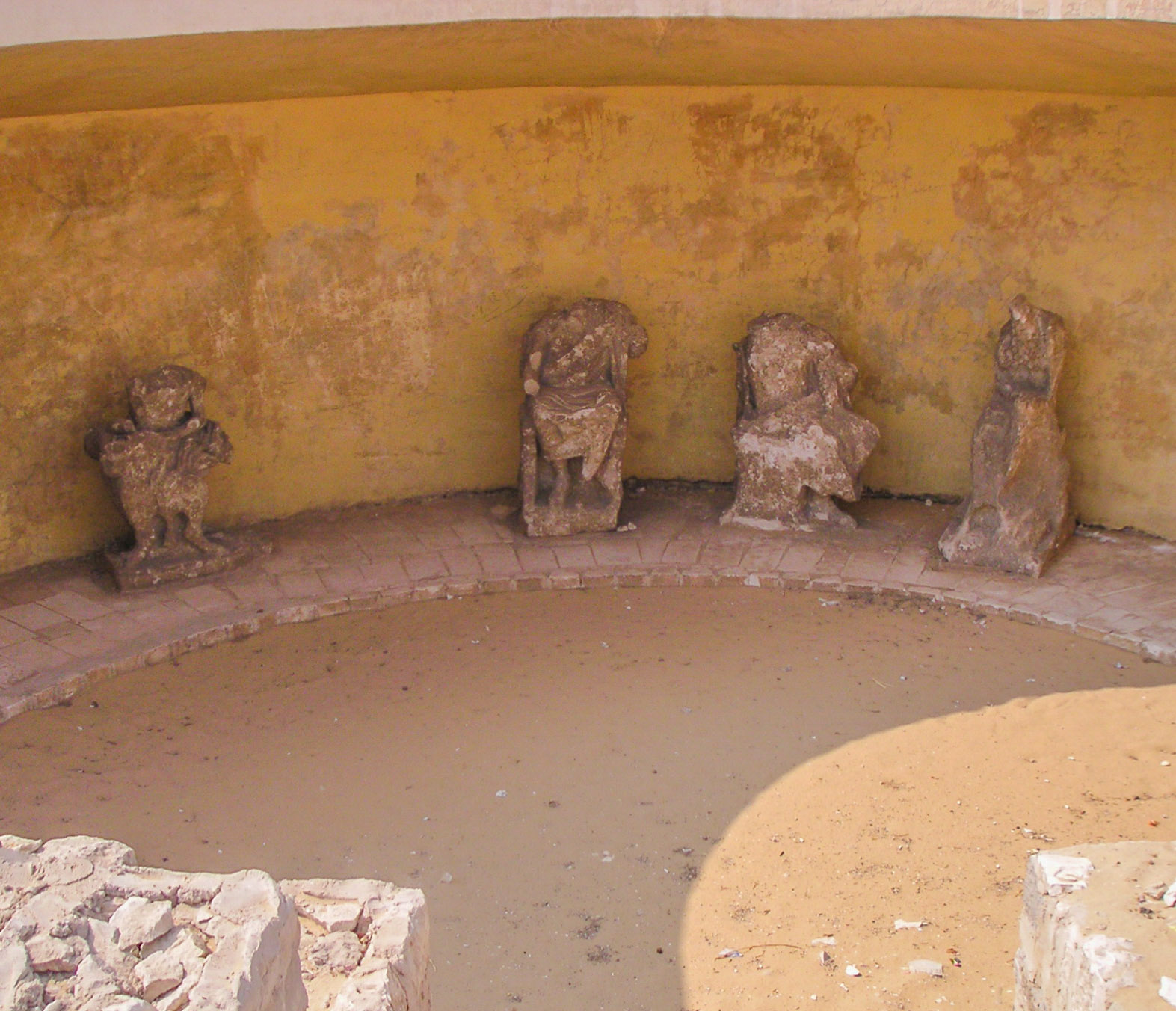
Vue de l'hémicycle des philosophes du dromos du Sérapéum à Saqqarah

L'ensemble formait à l'époque ptolémaïque et romaine un vaste périmètre sacré relié à la vallée par le fameux dromos que Strabon décrivit. Plusieurs chapelles longeaient cette allée sacrée qui était empruntée par les processions lors des funérailles du dieu Apis.
Cette voie traversait donc la nécropole antique sur plus d'un kilomètre, partant de la colline du Bubastéïon, longeant le complexe funéraire de Téti, laissant sur sa gauche ceux d'Ouserkaf et de Djéser, elle s'enfonçait toujours plus à l'ouest dans le désert.
La voie sur le dernier quart était bordée de diverses chapelles et monuments commémoratifs édifiés par les dévots et personnalités puis, marquant un coude, aboutissait sur une sorte d'esplanade sur laquelle des chapelles et sanctuaires gréco-romains furent aménagés avec notamment la construction d'un hémicycle destiné aux principaux auteurs et philosophes grecs. Les statues découvertes dans cet hémicycle sont aujourd'hui conservées au Musée égyptien du Caire et sont pour certaines les seules représentations de ces personnalités que l'Antiquité nous a livrées. Étrange apparition de ces illustres penseurs, dans un désert entièrement consacré aux cultes égyptiens, qui traduit bien la volonté des deux cultures de s'associer.
Cet hémicycle jouxtait un édifice dont il devait dépendre. Il fermait l'esplanade et on l’a baptisé le Temple Est. Plus loin au nord de l'allée pavée, une chapelle dédiée à Apis a été mise au jour contenant encore une statue grandeur nature du dieu taureau portant un disque solaire enserré entre ses cornes et orné d'un uræus. Cette statue est aujourd'hui conservée au Musée du Louvre.
Le dromos se poursuivait alors vers l'enceinte du Sérapéum et s'achevait par un portail encadré par des lions couchés, monument édifié par Nectanébo Ier. C'est d'ailleurs à ce pharaon que l'on doit la plupart des sphinx qui bordaient cette longue voie processionnelle et qui ornent aujourd'hui les collections de plusieurs grands musées d'Europe et des États-Unis.

Extérieur du Sérapéum et statues du dromos
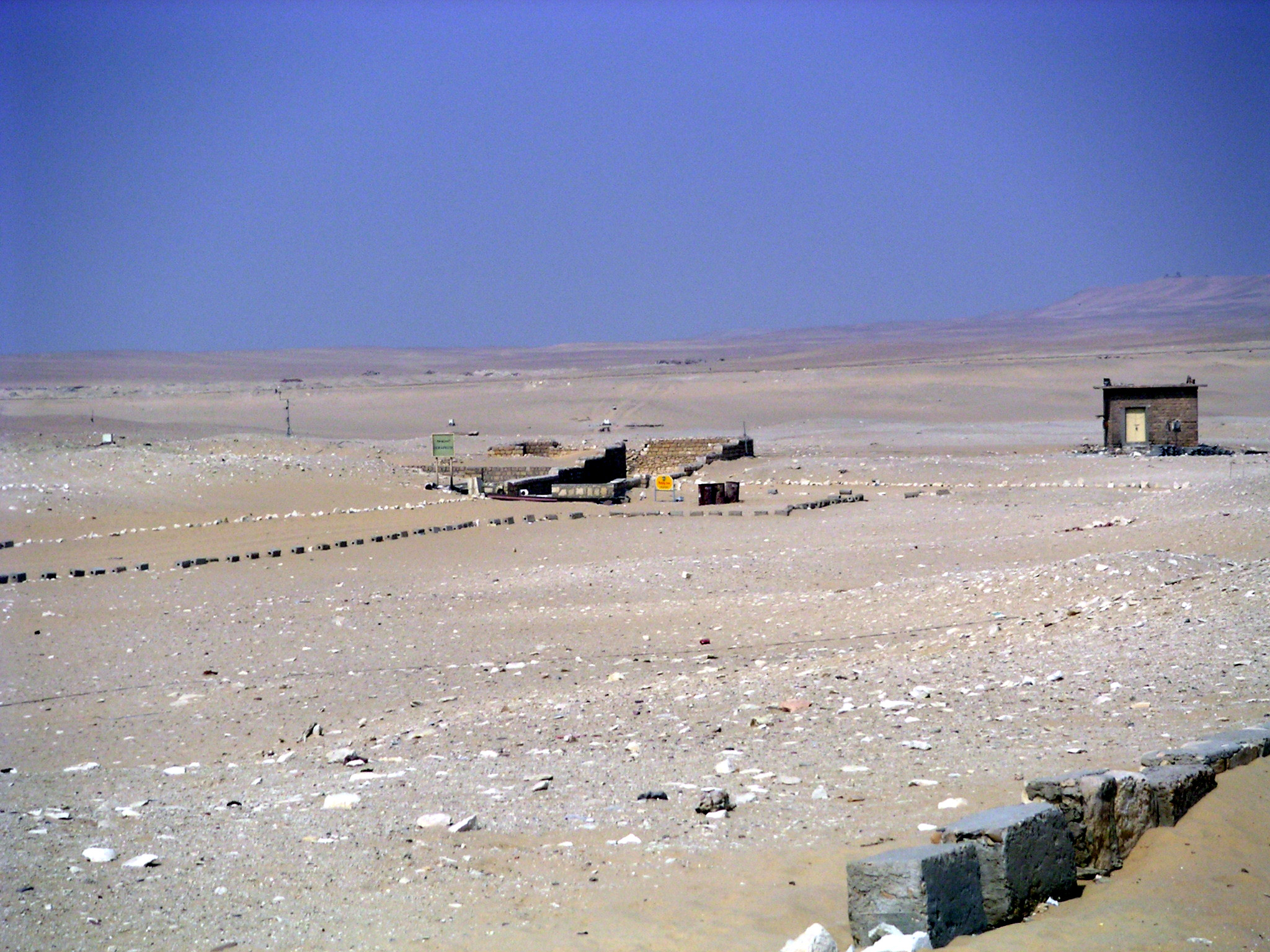
Vue du dromos et de l'entrée du Sérapéum.
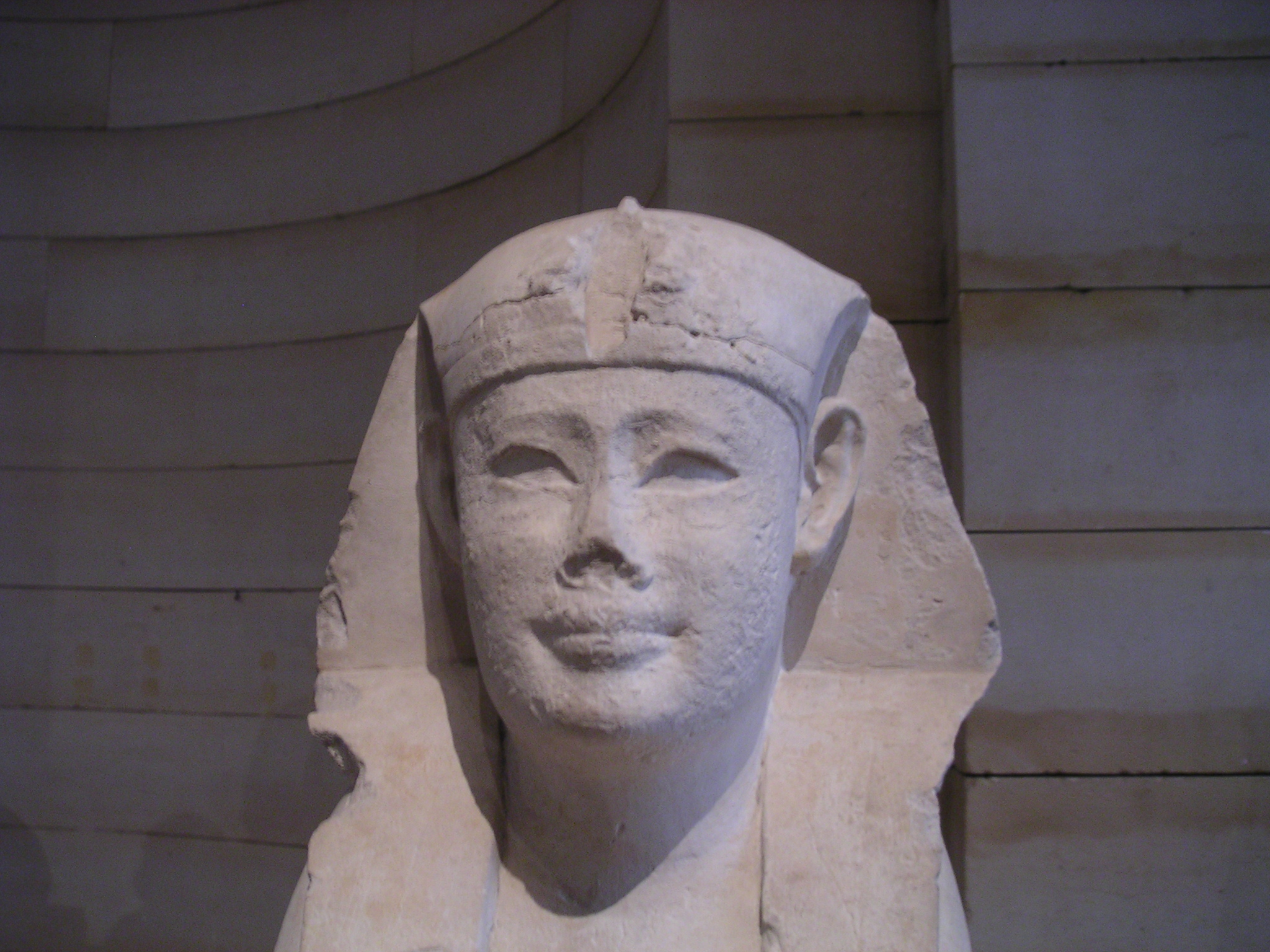
Détail d'un des sphinx du dromos.
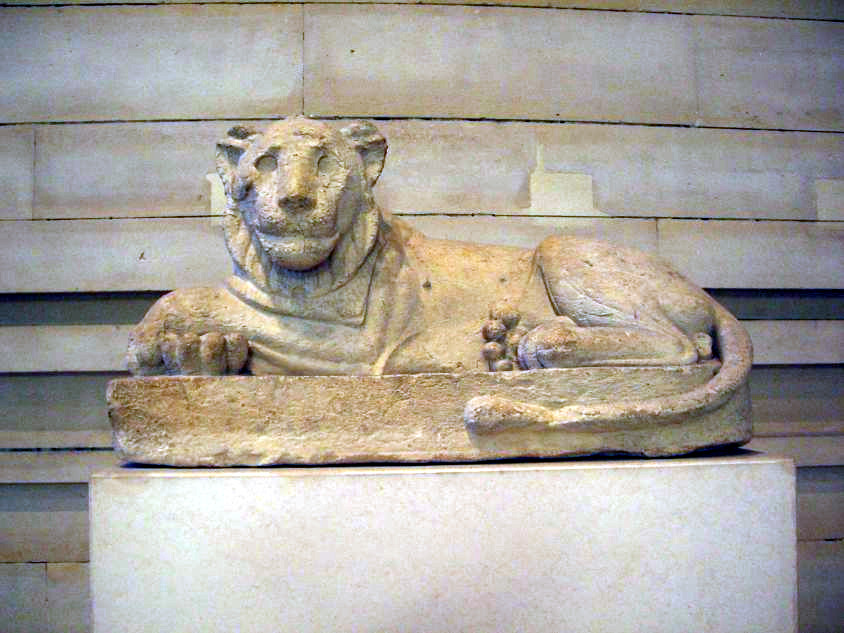
Lion couché qui gardait l'entrée d'une chapelle du Sérapéum de Saqqarah sous le règne de Nectanébo Ier, XXXe dynastie, aujourd'hui au Musée du Louvre aux antiquités Egyptiennes, ref. N 432C.
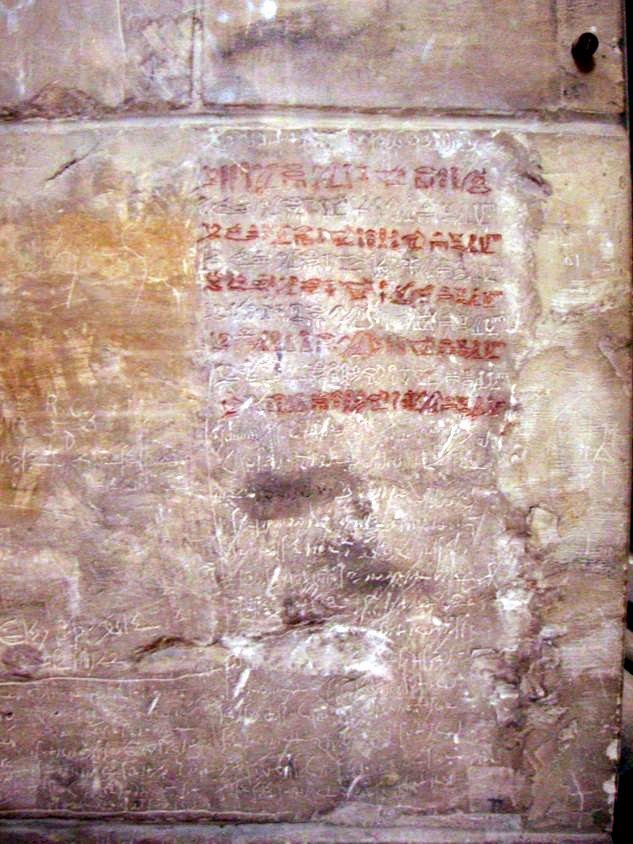
Graffiti de pèlerin en écriture démotique inscrit sur le portail.

### Le temple

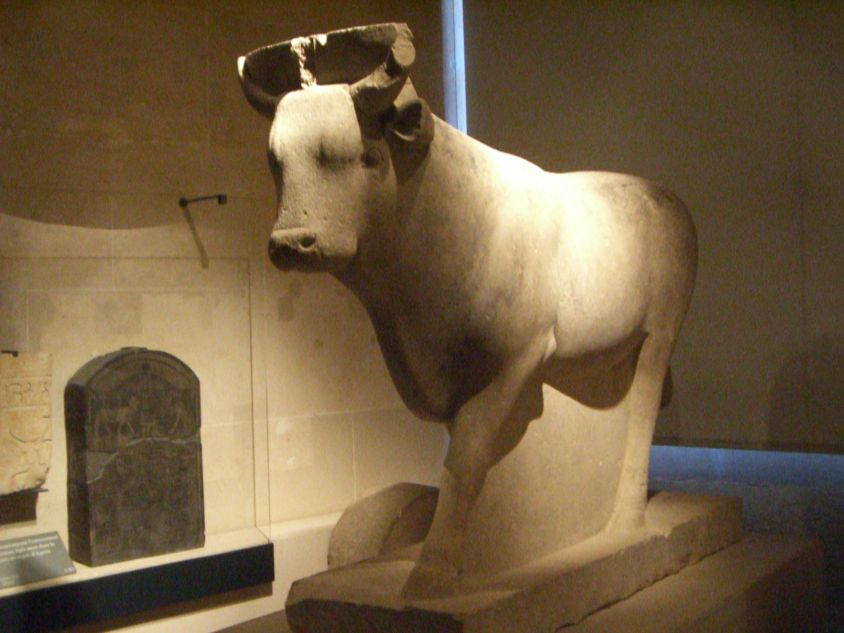
Statue du taureau Apis provenant d'une chapelle ouvrant sur le dromos
Calcaire, Musée du Louvre.

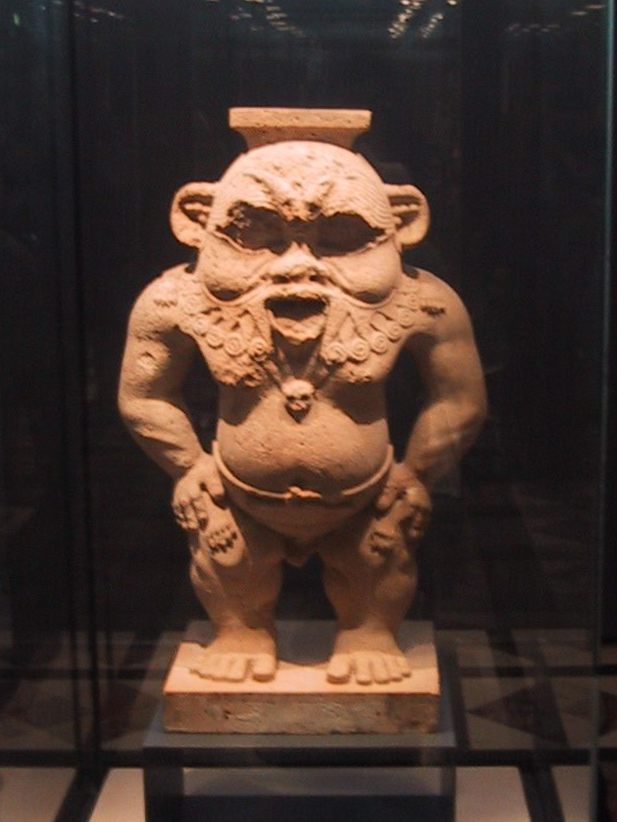
Statue du dieu Bès trouvée dans la cour du temple dédié à Apis
Musée du Louvre.

Du temple consacré à Osiris-Apis il ne reste rien de visible aujourd'hui et il est bien difficile de se faire une idée de son ampleur même s'il est plus que probable qu'il comprenait les éléments classiques du temple égyptien, avec pylônes, cours à portiques, pronaos et naos.
Seuls les relevés faits à l'époque de Mariette permettent d'évaluer les dimensions du téménos avec une enceinte de plus de 300 mètres de côtés s'ouvrant donc à l'est par ce portail placé dans l'axe du temple.
C'est juste à l'entrée du temple principal que se trouvaient les tombeaux individuels aménagés sous la XVIIIe et au début de la XIXe dynastie. Cinq hypogées individuels surmontés de leur chapelle de culte ont été dégagés et identifiés. Chaque tombeau était constitué d'une descenderie débouchant sur une chambre funéraire avec pour deux cas des chambres annexes. Il s'agissait donc de véritable tombe qui étaient creusées et édifiées en l'honneur du dieu.
Au vu des fondations dégagées lors des premières campagnes de fouilles, le temple devait mesurer plus de 150 mètres de longueur pour une largeur de près de 100 m et possédait un double mur d'enceinte ouvert sur deux axes. L'un principal d'est en ouest prolongeant l'axe du dromos, l'autre secondaire ouvrant au nord sur les nécropoles. Des reliefs de différentes époques ont été retrouvés notamment de l'époque de Nectanébo Ier dont des éléments d'un temple ou d'une chapelle consacrée à Isis qui était associée à la mère du dieu Apis.

Stèle de l'Apis enterré sous le règne de Darius Ier.

### Les souterrains
Les catacombes d'Apis se trouvaient sous le temple d'Apis. Aujourd'hui l'élément principal de ce sanctuaire est donc souterrain et consiste en deux galeries que les égyptologues pour les différencier qualifient de "petite" et "grande".
- Les « petits souterrains » ont été aménagés sous Ramsès II et utilisés jusqu'au début de la XXVIe dynastie. Ils suivaient un développement nord-sud et contiennent dix-sept chambres creusés dans le roc.
- Les « grands souterrains » ont été inaugurés sous le règne de Psammétique Ier et seront utilisés jusqu'à la fin de l'Antiquité, selon un axe est-ouest plusieurs fois agrandi. Ils contiennent eux plus de trente chambres, certaines colossales, reliées entre elles par des couloirs et passages. Un grand nombre de ces vingt-quatre caveaux possèdent toujours d'énormes sarcophages de granite sombre.

Ainsi, et à dater de Ramsès II, chaque taureau Apis possédait un caveau qui lui était spécialement dédié dans cette grande tombe collective et dont l'accès était muré une fois la momie déposée dans son sarcophage. Sur ce mur, on apposait des stèles dédicatoires qui le plus souvent indiquaient le règne sous lequel le taureau était né, son année d'intronisation dans le temple de Ptah, sa durée de vie ainsi que la date de son enterrement, précisant le règne sous lequel cette cérémonie avait lieu. Ces stèles sont aujourd'hui des éléments précieux car elles permettent d'éclairer des règnes que les annales royales ne nous ont pas conservés ou pour lesquels nous n'avons que peu de précisions.
De plus dans la mesure où la plupart des documents antiques nous donnant des listes de pharaons remontent au Nouvel Empire et que ces catacombes partent précisément de cette période, ces stèles qui couvrent toute la fin de l'antiquité égyptienne sont parfois les seuls éléments probants dont l'égyptologue dispose pour connaître les durées de règnes, éléments bien plus fiables pour établir la chronologie de cette période de l'histoire de l'Égypte antique que la seule liste attribuée à Manéthon.
Ces stèles permettent également de nuancer quelque peu les histoires rapportées par les auteurs antiques sur la période perse qui précéda immédiatement l'époque ptolémaïque. En effet, non seulement on a retrouvé l'Apis enterré sous le règne de Darius Ier, mais également sous celui de Cambyse II, ce qui démontre que l'histoire rapportée par Hérodote fut quelque peu influencée par la propagande anti-perse qui avait cours à cette époque dans l'ensemble des satrapies de l'empire achéménide. Propagande savamment orchestrée par les Grecs notamment...
Chaque taureau était momifié et enterré avec faste dans un sarcophage massif. Pendant le Nouvel Empire ces sarcophages étaient en bois et n'ont pour la plupart pas survécu à leur découverte ; pour les périodes suivantes, ces sarcophages furent taillés dans du granite et pèsent plusieurs tonnes. Ils reposent toujours dans les caveaux de la grande galerie.
Les taureaux étaient enterrés avec un mobilier funéraire proche de celui que l'on retrouve dans les tombeaux égyptiens classiques. Bijoux, amulettes, ouchebtis, vases canopes, sont autant d'objets funéraires nécessaires à la momification et destinés à faciliter le passage du dieu dans l'occident, le monde des morts. Certaines momies d'Apis ont été retrouvées intactes et sont exposées aujourd'hui au Musée égyptien du Caire.
Le Sérapéum de Saqqarah a fait l'objet de travaux de restauration et de consolidation pendant plusieurs années et a rouvert au public en septembre 2012.

## Liste des Apis découverts au Sérapéum de Saqqarah par Auguste Mariette à partir de 1851
|                 |           |                         | |  |  |  |  |  |  |  |  |  |  |  |  |  |  |  |  |
| XVIIIe dynastie | Apis I    | Amenhotep III           | Tombeau individuel situé dans l'enceinte du Sérapéum Pillé Chapelle aux noms du roi et de son fils le grand prêtre de Ptah Thoutmôsis |  |  |  |  |  |  |  |  |  |  |  |  |  |  |  |  |
|                 |           |                         | |  |  |  |  |  |  |  |  |  |  |  |  |  |  |  |  |
| XVIIIe dynastie | Apis II   | Toutânkhamon            | Tombeau individuel situé dans l'enceinte du Sérapéum Partiellement pillé : Vases canopes Parois du sarcophage en bois Débris du viatique funéraire |  |  |  |  |  |  |  |  |  |  |  |  |  |  |  |  |
|                 |           |                         | |  |  |  |  |  |  |  |  |  |  |  |  |  |  |  |  |
| XVIIIe dynastie | Apis III  | Horemheb                | Tombeau individuel situé dans l'enceinte du Sérapéum Pillé Un seul couvercle de Vase canope découvert Peintures sur stuc sur les parois représentant Apis et des scènes d'offrande |  |  |  |  |  |  |  |  |  |  |  |  |  |  |  |  |
|                 |           |                         | |  |  |  |  |  |  |  |  |  |  |  |  |  |  |  |  |
| XVIIIe dynastie | Apis IV   | Horemheb                | Chambre annexe du tombeau précédent Intact : Quatre vases canopes Sarcophage en calcaire Momie |  |  |  |  |  |  |  |  |  |  |  |  |  |  |  |  |
|                 |           |                         | |  |  |  |  |  |  |  |  |  |  |  |  |  |  |  |  |
| XVIIIe dynastie | Apis V    | Toutânkhamon? Aÿ?       | Tombeau individuel situé dans l'enceinte du Sérapéum Pillé Quatre vases canopes Stèles |  |  |  |  |  |  |  |  |  |  |  |  |  |  |  |  |
|                 |           |                         | |  |  |  |  |  |  |  |  |  |  |  |  |  |  |  |  |
| XIXe dynastie   | Apis I    | Séthi Ier               | Tombeau individuel situé dans l'enceinte du Sérapéum Pillé Chambre annexe intacte contenant quatorze grands vases en céramique Stèles |  |  |  |  |  |  |  |  |  |  |  |  |  |  |  |  |
|                 |           |                         | |  |  |  |  |  |  |  |  |  |  |  |  |  |  |  |  |
| XIXe dynastie   | Apis II   | Ramsès II, an 16        | Tombeau individuel situé dans l'enceinte du Sérapéum Intact : Fresques sur les parois représentant le roi et son fils Khâemouaset faisant des offrandes au dieu Apis Trois sarcophages en bois s'emboîtant et contenant un dernier sarcophage momiforme Momie Amulettes Bijoux en or cloisonné Quinze ouchebtis à tête de taureau Plus de trois cents ouchebtis aux noms de Khâemouaset, de Ramsès II, Paser et de membres de la cour du roi |  |  |  |  |  |  |  |  |  |  |  |  |  |  |  |  |
|                 |           |                         | |  |  |  |  |  |  |  |  |  |  |  |  |  |  |  |  |
| XIXe dynastie   | Apis III  | Ramsès II, an 26        | Même tombeau que le précédent, sarcophage introduit dans la même chambre Intact : Trois sarcophages gigognes, en bois contenant également un sarcophage momiforme Momie Naos en or contenant six ouchebtis à tête de taureau |  |  |  |  |  |  |  |  |  |  |  |  |  |  |  |  |
|                 |           |                         | |  |  |  |  |  |  |  |  |  |  |  |  |  |  |  |  |
| XIXe dynastie   | Apis IV   | Ramsès II, an 30        | Même tombeau que le précédent, niche aménagée dans la descenderie menant à la chambre intacte Pillé Un seul canope au nom d'Apis et de Khâemouaset découvert Stèles |  |  |  |  |  |  |  |  |  |  |  |  |  |  |  |  |
|                 |           |                         | |  |  |  |  |  |  |  |  |  |  |  |  |  |  |  |  |
| XIXe dynastie   | Apis V    | Ramsès II               | Petits souterrains, caveau 2 Pillé |  |  |  |  |  |  |  |  |  |  |  |  |  |  |  |  |
|                 |           |                         | |  |  |  |  |  |  |  |  |  |  |  |  |  |  |  |  |
| XIXe dynastie   | Apis VI   | Ramsès II               | Petits souterrains, caveau 3 Pillé |  |  |  |  |  |  |  |  |  |  |  |  |  |  |  |  |
|                 |           |                         | |  |  |  |  |  |  |  |  |  |  |  |  |  |  |  |  |
| XIXe dynastie   | Apis VII  | Ramsès II               | Petits souterrains, caveau 4 Pillé |  |  |  |  |  |  |  |  |  |  |  |  |  |  |  |  |
|                 |           |                         | |  |  |  |  |  |  |  |  |  |  |  |  |  |  |  |  |
| XIXe dynastie   | Apis VIII | Ramsès II, an 55        | Petits souterrains, caveau 5 Partiellement intact Sarcophage en bois brisé Ouchebti au nom d'Apis Stèle au nom du prince Mérenptah |  |  |  |  |  |  |  |  |  |  |  |  |  |  |  |  |
|                 |           |                         | |  |  |  |  |  |  |  |  |  |  |  |  |  |  |  |  |
| XIXe dynastie   | Apis IX   | Ramsès II, an 55        | Petits souterrains, caveau 5 Partiellement intact Sarcophage momiforme en bois doré Momie humaine Masque d'or Bijoux en or cloisonné et amulettes au nom de Khâemouaset Ouchebti au nom de Khâemouaset |  |  |  |  |  |  |  |  |  |  |  |  |  |  |  |  |
|                 |           |                         | |  |  |  |  |  |  |  |  |  |  |  |  |  |  |  |  |
| XXe dynastie    | Apis I    | Ramsès III, an 26       | Petits souterrains Pillé |  |  |  |  |  |  |  |  |  |  |  |  |  |  |  |  |
|                 |           |                         | |  |  |  |  |  |  |  |  |  |  |  |  |  |  |  |  |
| XXe dynastie    | Apis II   | Ramsès IV               | Petits souterrains Pillé |  |  |  |  |  |  |  |  |  |  |  |  |  |  |  |  |
|                 |           |                         | |  |  |  |  |  |  |  |  |  |  |  |  |  |  |  |  |
| XXe dynastie    | Apis III  | Ramsès VI ? Ramsès IX ? | Petits souterrains Pillé Deux vases aux noms des deux rois |  |  |  |  |  |  |  |  |  |  |  |  |  |  |  |  |
|                 |           |                         | |  |  |  |  |  |  |  |  |  |  |  |  |  |  |  |  |
| XXe dynastie    | Apis IV   | Ramsès IX ?             | Petits souterrains Pillé |  |  |  |  |  |  |  |  |  |  |  |  |  |  |  |  |
|                 |           |                         | |  |  |  |  |  |  |  |  |  |  |  |  |  |  |  |  |
| XXe dynastie    | Apis V    | Ramsès XI ?             | Petits souterrains Pillé |  |  |  |  |  |  |  |  |  |  |  |  |  |  |  |  |

## Les énigmes du Sérapéum de Saqqarah
Plusieurs points restent énigmatiques depuis la découverte du Sérapéum de Saqqarah.
- Le premier point concerne la découverte par Auguste Mariette d'un sarcophage inhumé en même temps que le taureau Apis enterré en l'an 55 du règne de Ramsès II[3]. Les conditions de cette découverte et la nature des objets retrouvés avec ce sarcophage ont depuis donné diverses interprétations. En effet, en 1851 il mit au jour plusieurs sépultures intactes de taureaux sacrés dans la « petite galerie » remontant toutes au règne de Ramsès II. Parmi celles-ci, il mit donc au jour un sarcophage qui abritait une momie (détruite aujourd'hui) couverte de bijoux princiers et d'amulettes prophylactiques destinées à protéger le mort dans son voyage dans l'au-delà. Ces amulettes portaient les titres et le nom de Khâemouaset. Le contenu du tombeau a été en grande partie préservé du pillage par l'effondrement du plafond de la salle qui le contenait. Pour parvenir à dégager l'espace, Mariette utilisa des explosifs. Cette méthode brutale très critiquée depuis révèle la précipitation avec laquelle le découvreur chercha à mettre au jour le maximum d'objets précieux avant que d'autres collectionneurs et marchands d'arts ne s'emparent du site[4]. Au vu des circonstances, aucun compte rendu précis de cette découverte n'a été publié, rendant l'identification des restes retrouvés plus complexe. De ce fait, certains égyptologues soutiennent l'idée que cette sépulture était bien celle d'un taureau et non celle du prince. Les bijoux, le masque en or, bien qu'à figure humaine, les autres amulettes et objets prophylactiques seraient donc des dons princiers et royaux qui constituaient le viatique funéraire de l'animal sacré[5].

- Autres points non résolus jusqu'à présent : 
  - Si on y trouve la plupart des Apis enterrés depuis le règne d'Amenhotep III, la nécropole des taureaux sacrés qui précède ce règne n'a toujours pas été mise au jour. Ce dernier point tendrait à prouver pour certains égyptologues que c'est ce souverain qui aurait initié le culte du taureau sacré et aurait pour la première fois créé une nécropole pour abriter les dépouilles des taureaux sacrés. Or le culte d'Apis préexistait au règne du père d'Akhenaton. De même, si aucun Apis n'a été retrouvé pour le règne de ce dernier, un taureau a bien été inhumé sous le règne de Toutânkhamon, et un autre sous le règne d'Aÿ ou à la charnière de ce règne et de celui de son successeur Horemheb.
  - Les XIXe et XXe dynasties sont bien documentées dans la petite galerie, en revanche la XXIe dynastie est étrangement absente. Aucun caveau d'Apis n'a été retrouvé pour les règnes des pharaons de cette dynastie, et les inhumations ne semblent reprendre qu'à dater de la XXIIe dynastie[6].

L'absence n'étant pas une preuve en archéologie, il faut sans doute rechercher ailleurs ces nécropoles. Il est probable qu'en ce qui concerne la XXIe dynastie, qui pour mémoire était complètement inconnue jusqu'à la découverte de la nécropole royale de Tanis par Pierre Montet en 1939, ses souverains voulurent sans doute fonder leur propre nécropole pour le dieu Apis. Ces catacombes resteraient à découvrir sous les sables de Saqqarah.

## Photos

Apis du Nouvel Empire
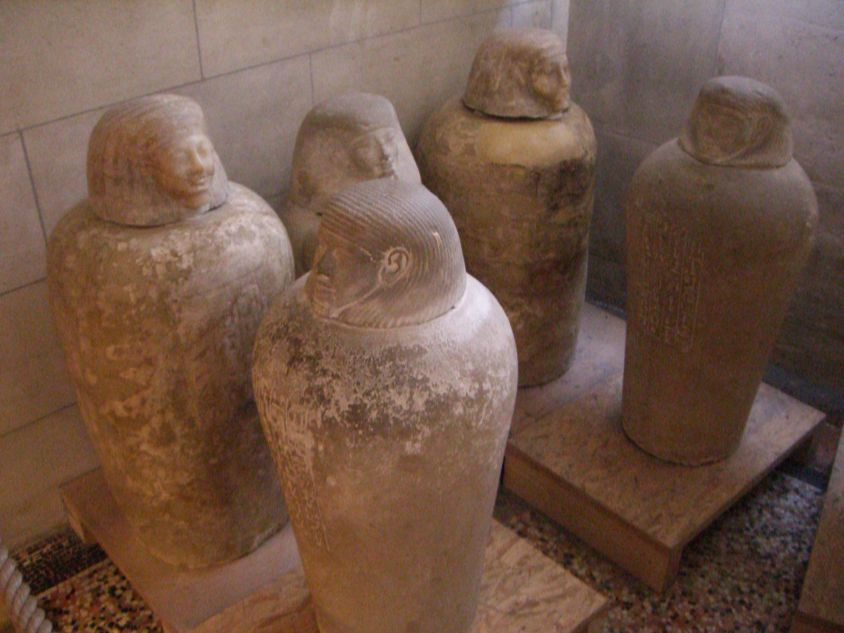
Vases canopes des taureaux Apis - Règnes d'Amenhotep III à Toutânkhamon
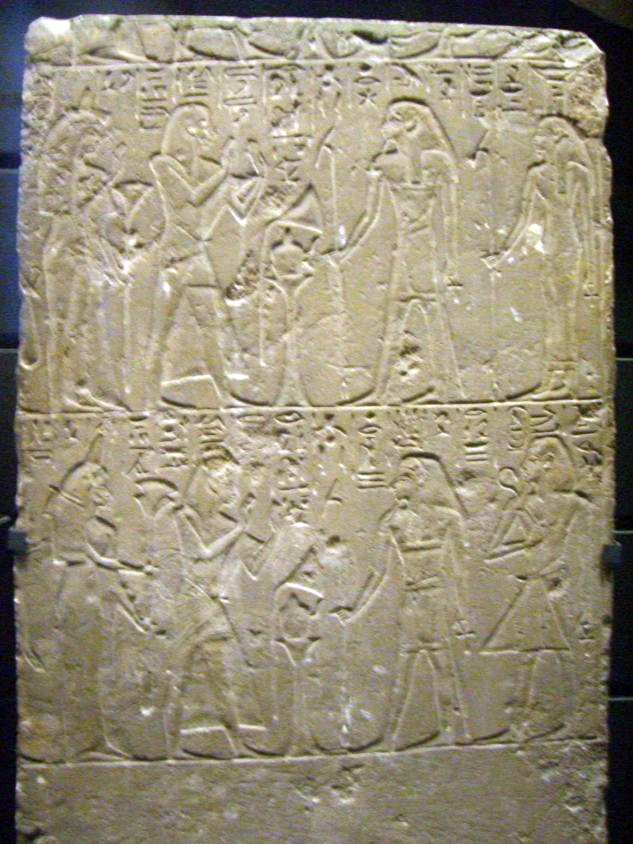
Stèle de Tchoutchou, médecin sous le règne d'Aÿ et d'Horemheb
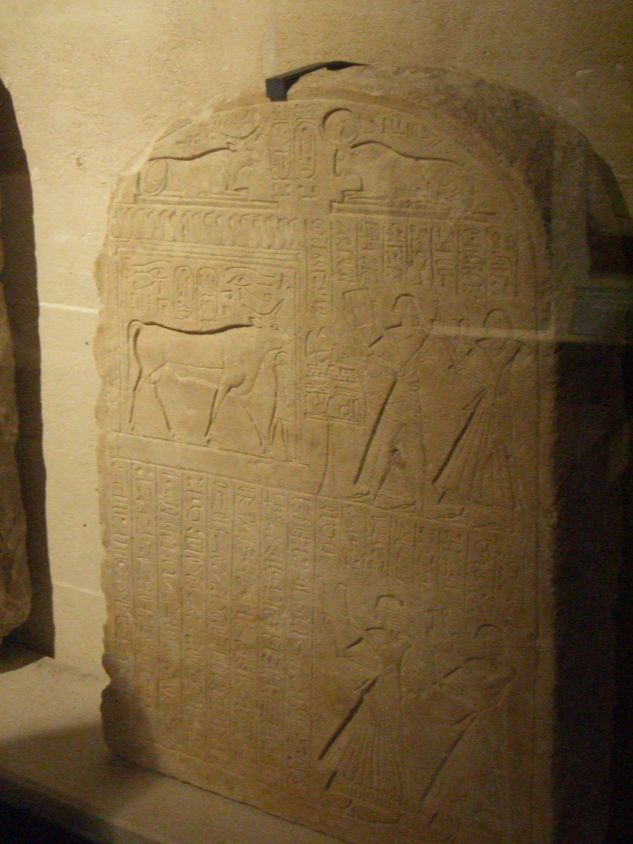
Stèle de l'Apis enterré en l'an 30 de Ramsès II
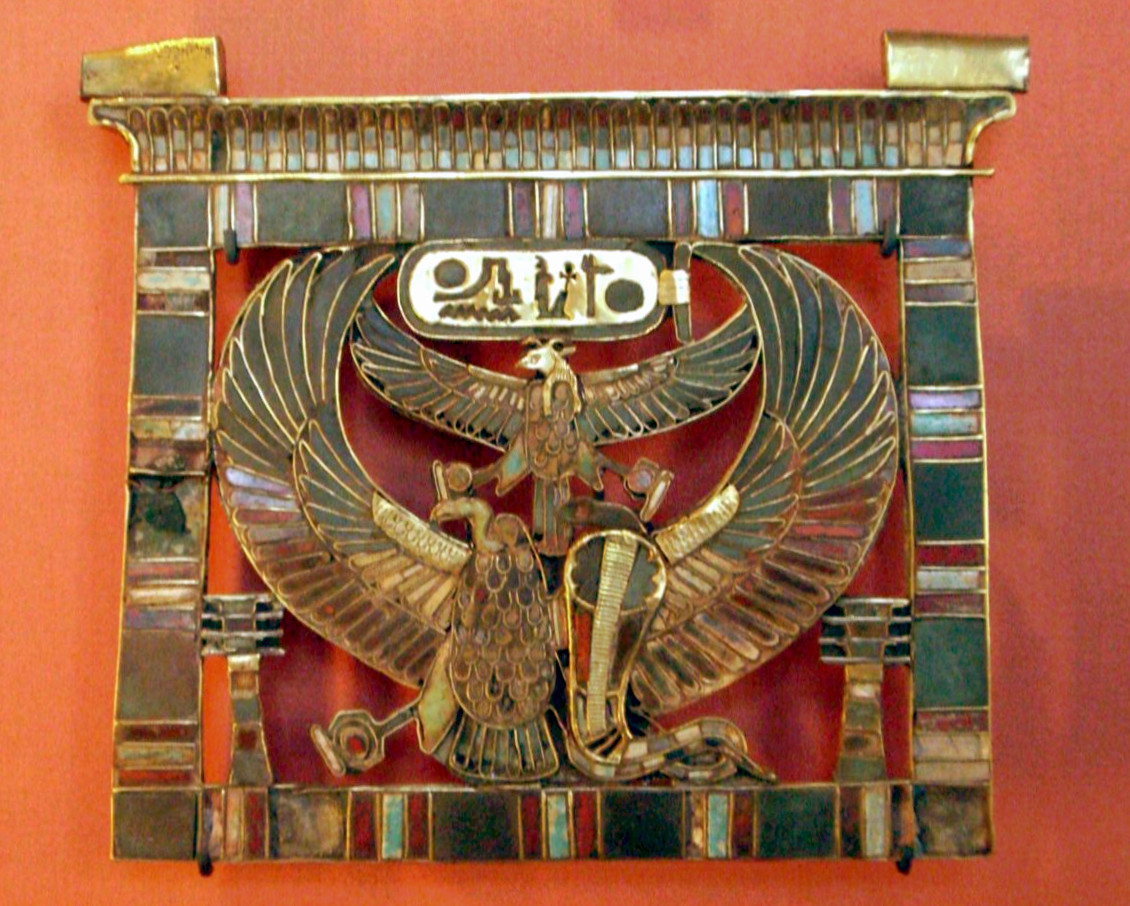
Pectoral au nom de Ramsès II trouvé sur la momie du taureau Apis
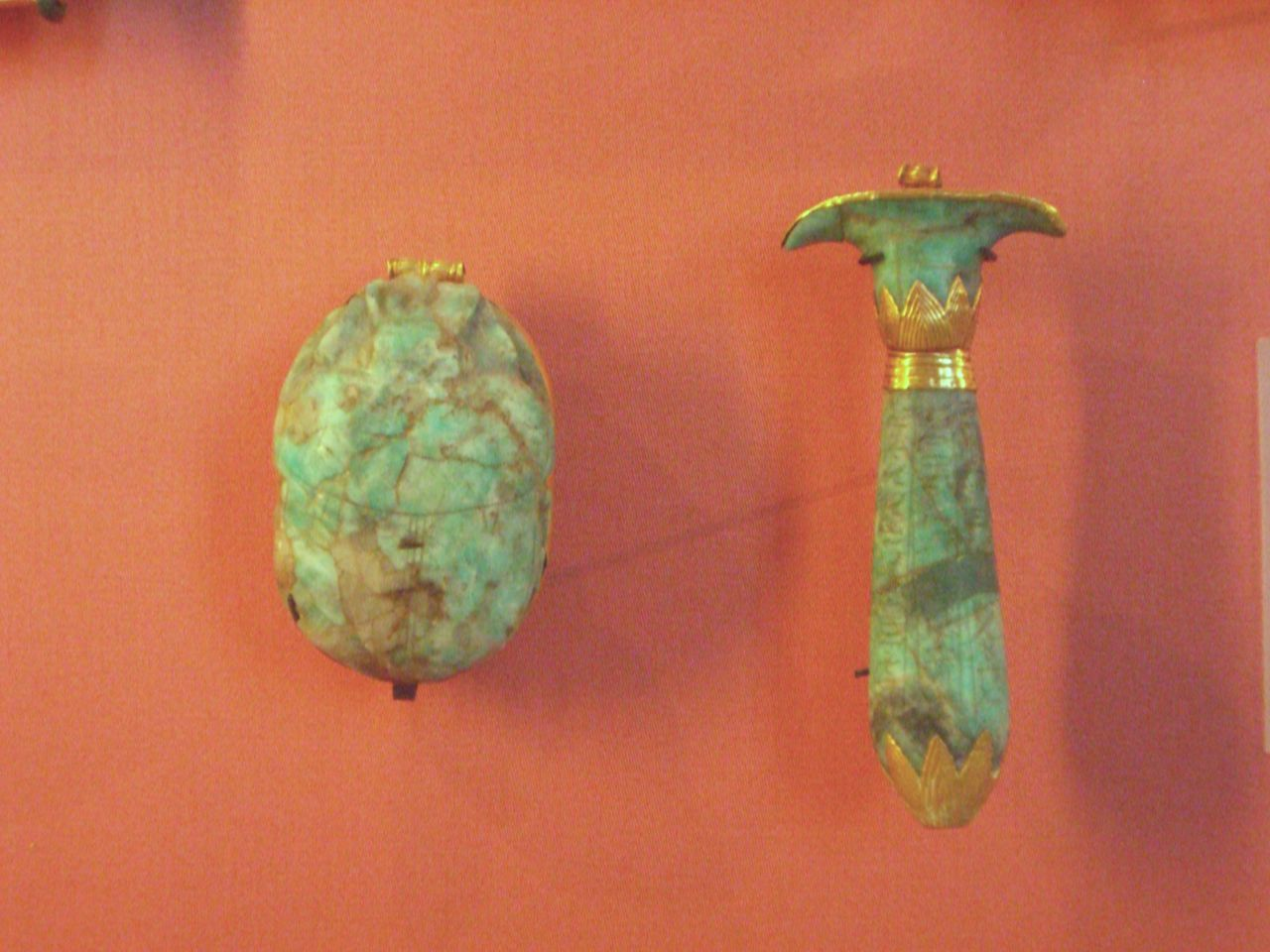
Amulettes au nom du vizir Paser, trouvées sur la momie du taureau Apis
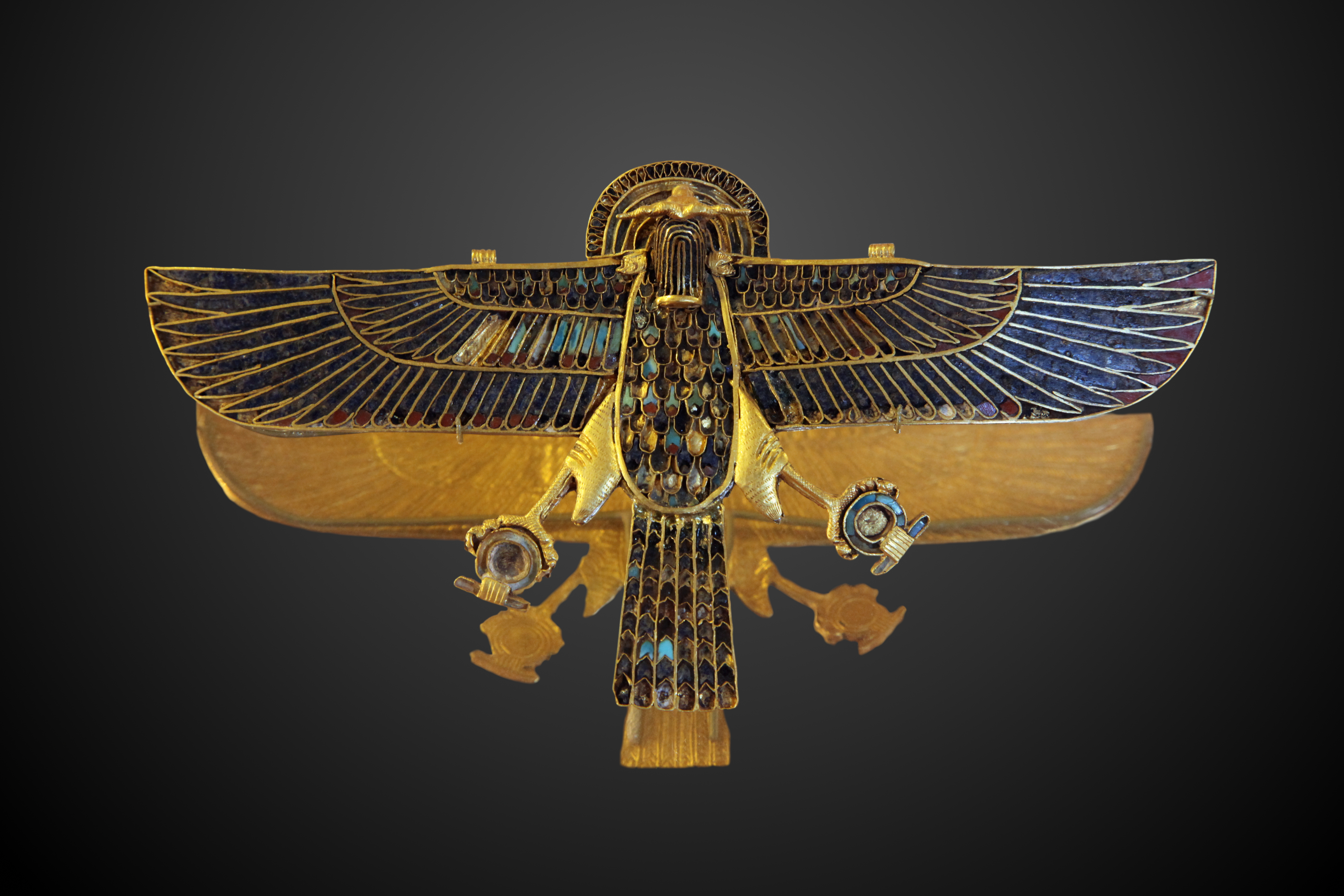
Pectoral trouvé sur la momie du taureau Apis du règne de Ramsès II
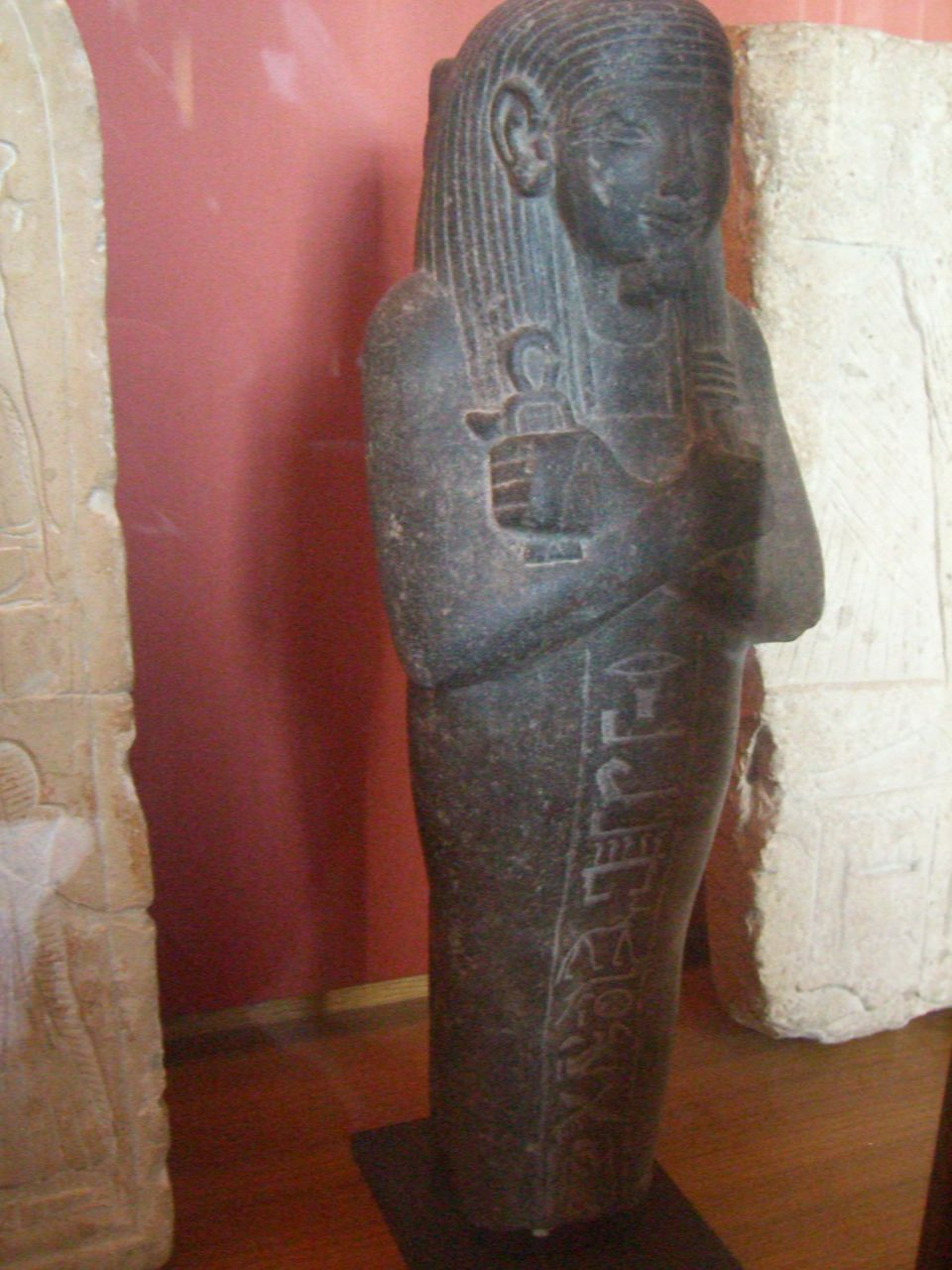
Ouchebti du vizir Paser trouvé à côté de la momie du taureau Apis
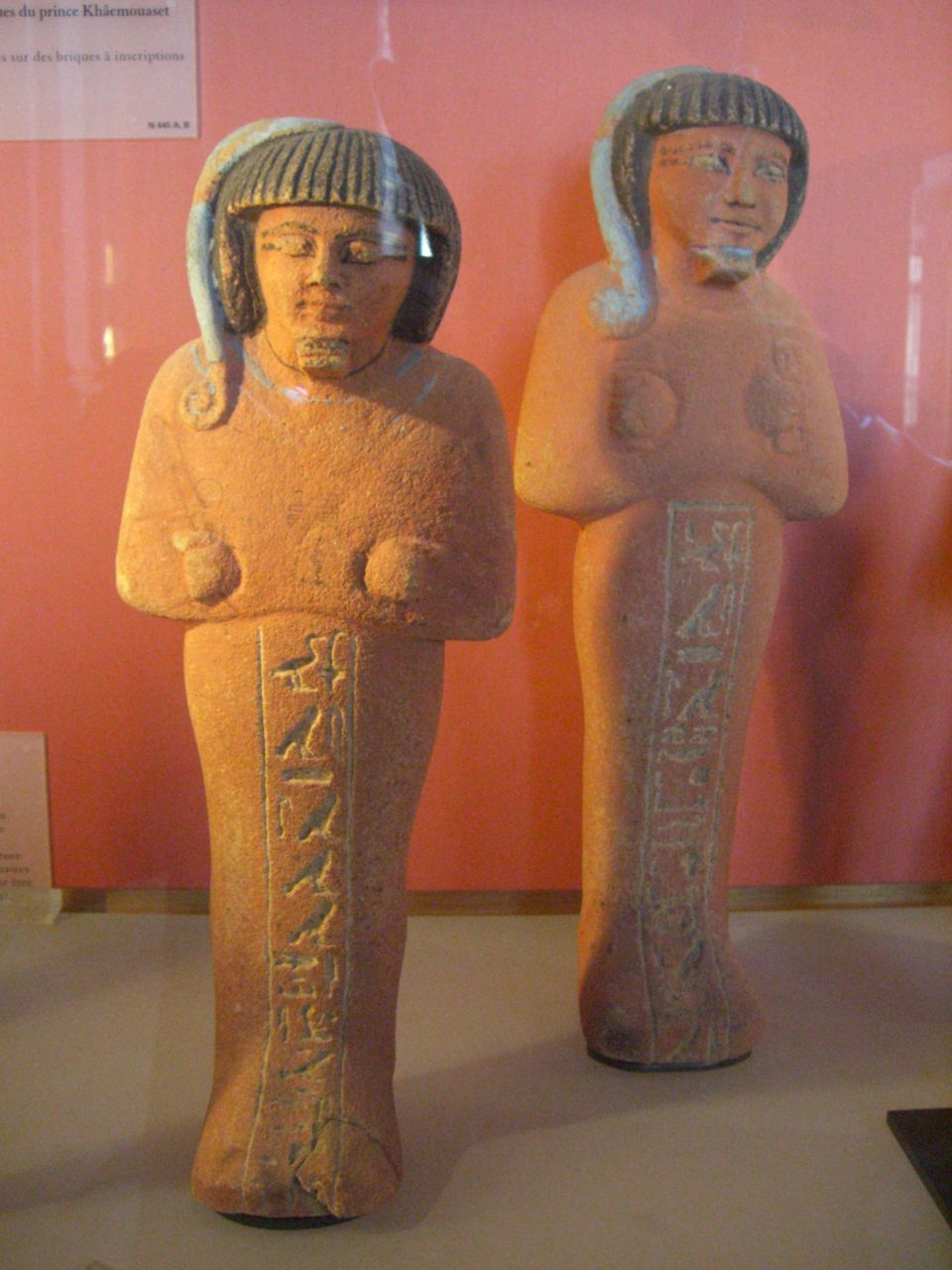
Ouchebtis du prince Khâemouaset, fils de Ramsès II
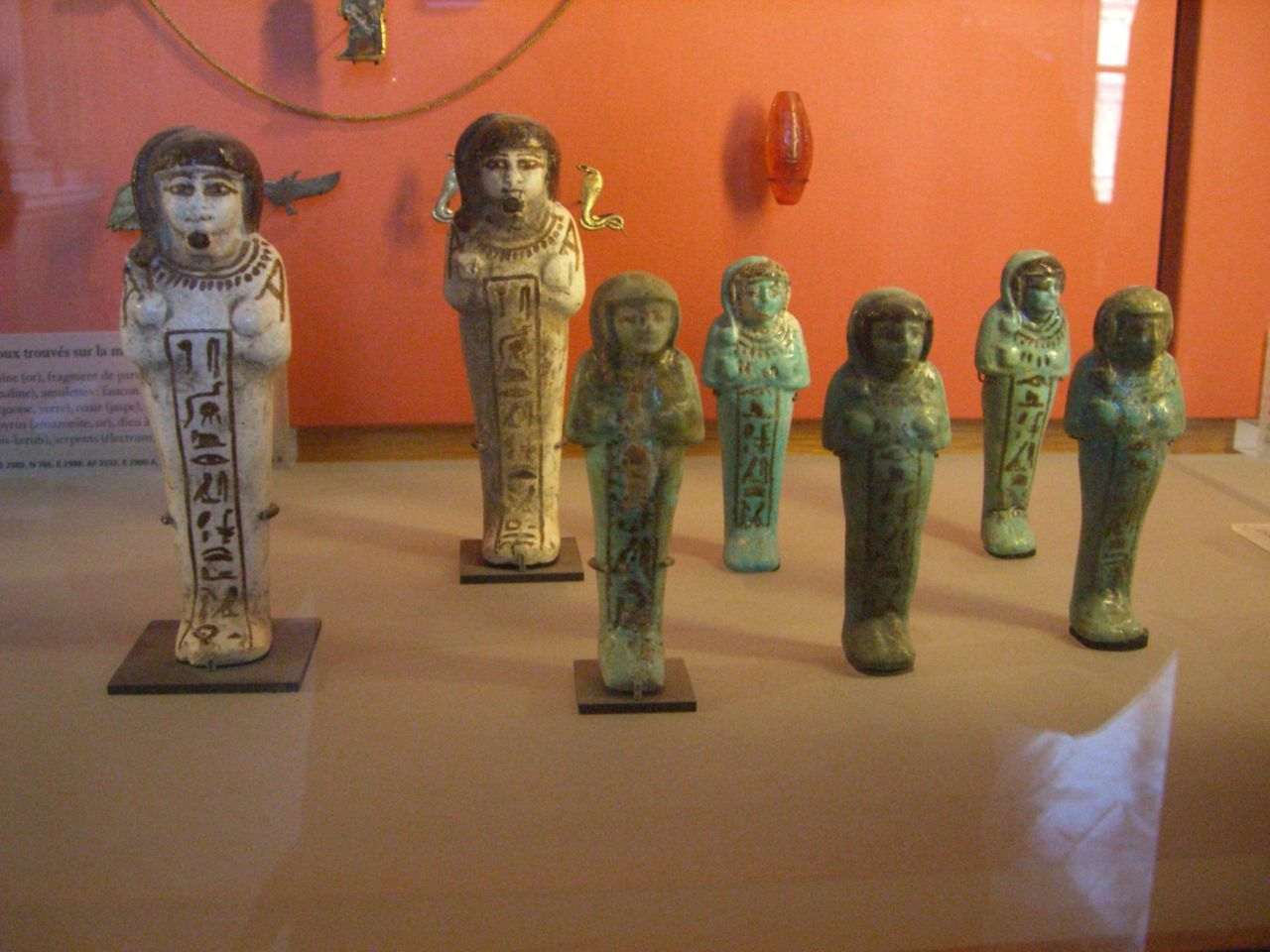
Ouchebtis du prince Khâemouaset, fils de Ramsès II
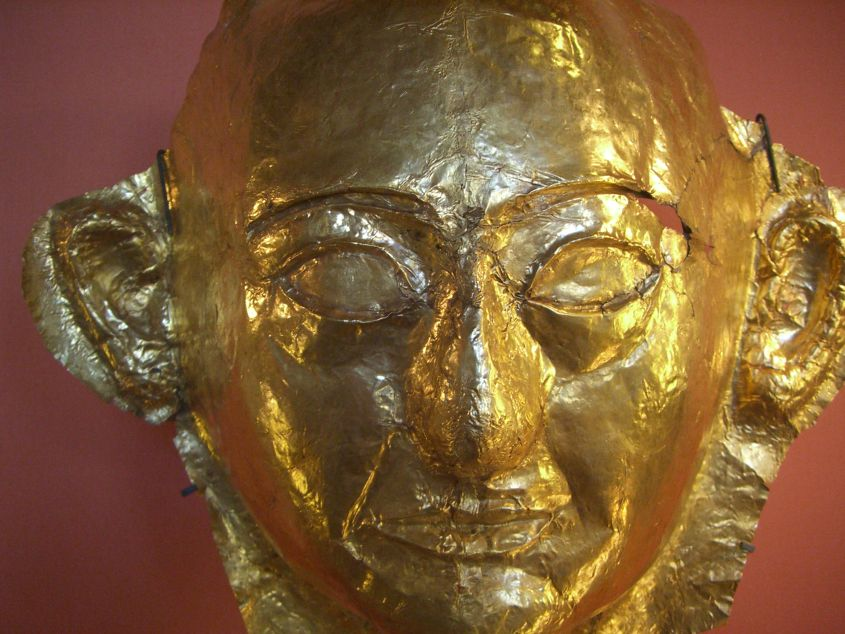
Masque funéraire en or trouvé sur la momie attribuée au prince Khâemouaset
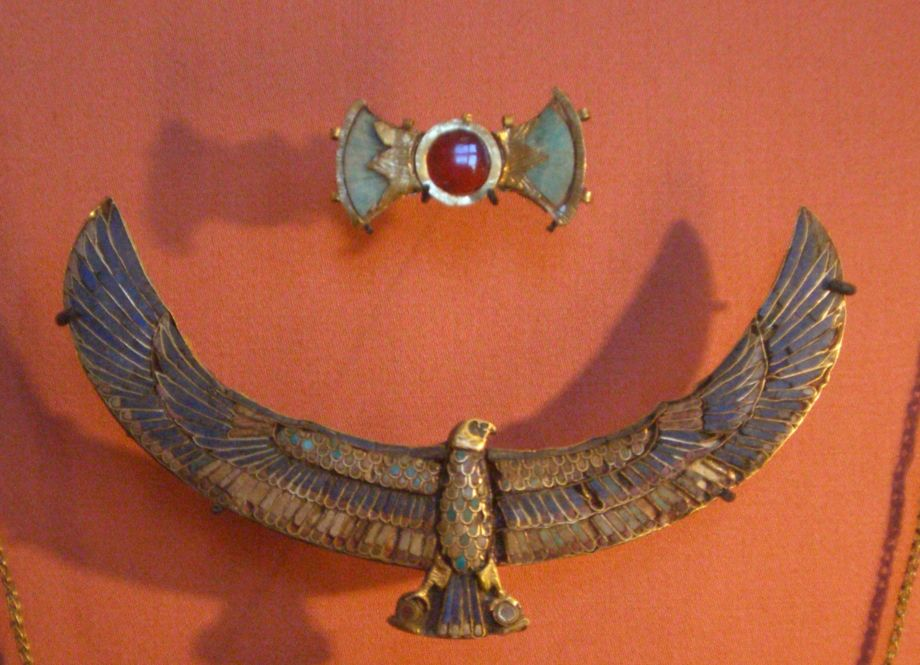
Pectoral et boucle de cheveux trouvés sur la momie attribuée au prince Khâemouaset, fils de Ramsès II
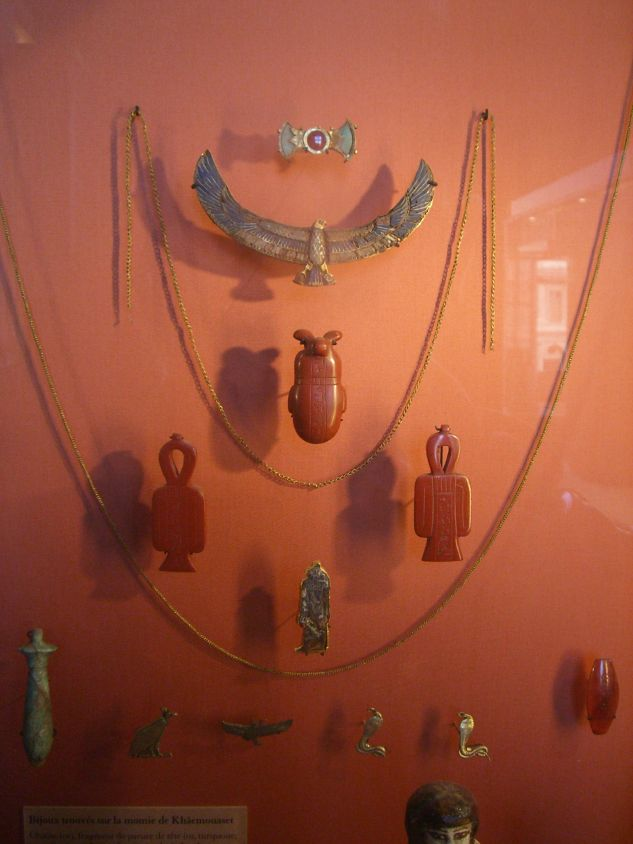
Bijoux et amulettes trouvés sur la momie attribuée au prince Khâemouaset
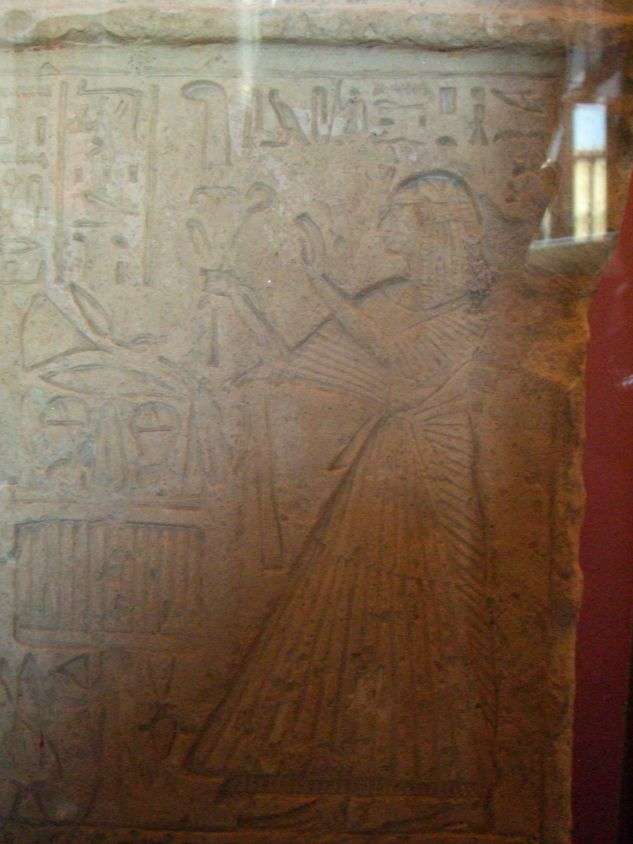
Détail de la stèle de l'Apis enterré par Mérenptah sous le règne de son père Ramsès II
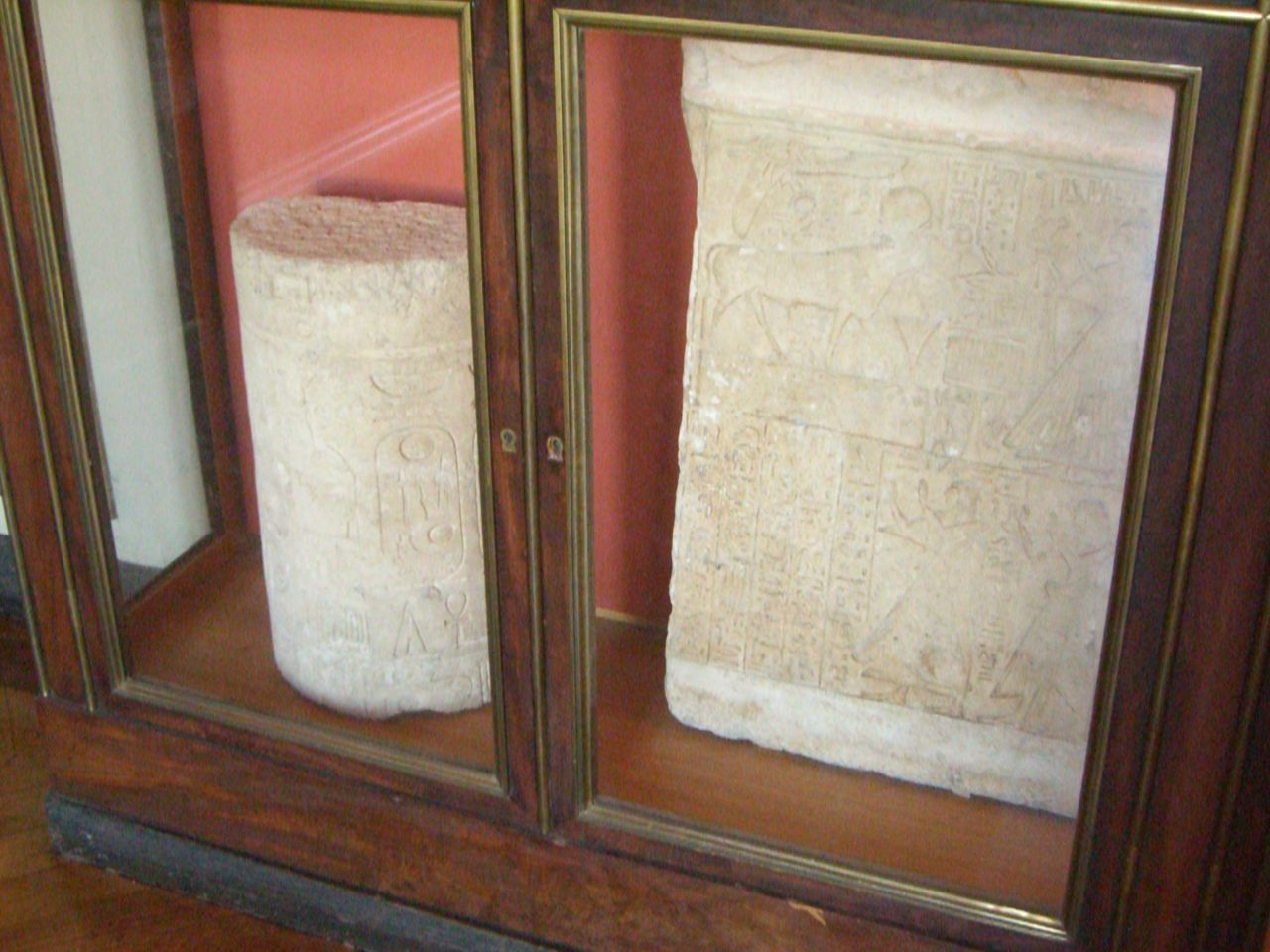
Tambour de colonnes aux noms de Ramsès II et stèle de son fils Mérenptah
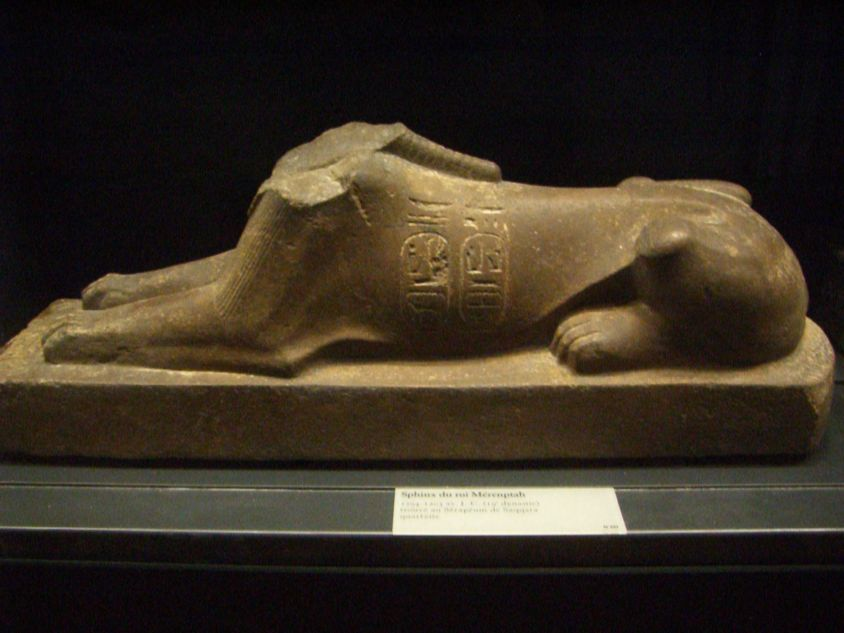
Sphinx de Mérenptah
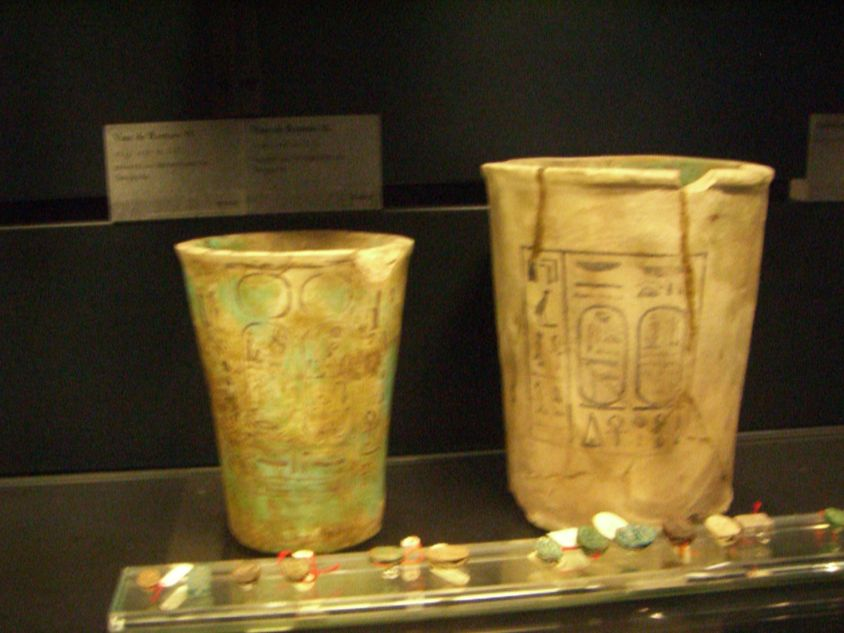
Vases aux noms de Ramsès VI et Ramsès IX

Apis de la Troisième Période intermédiaire
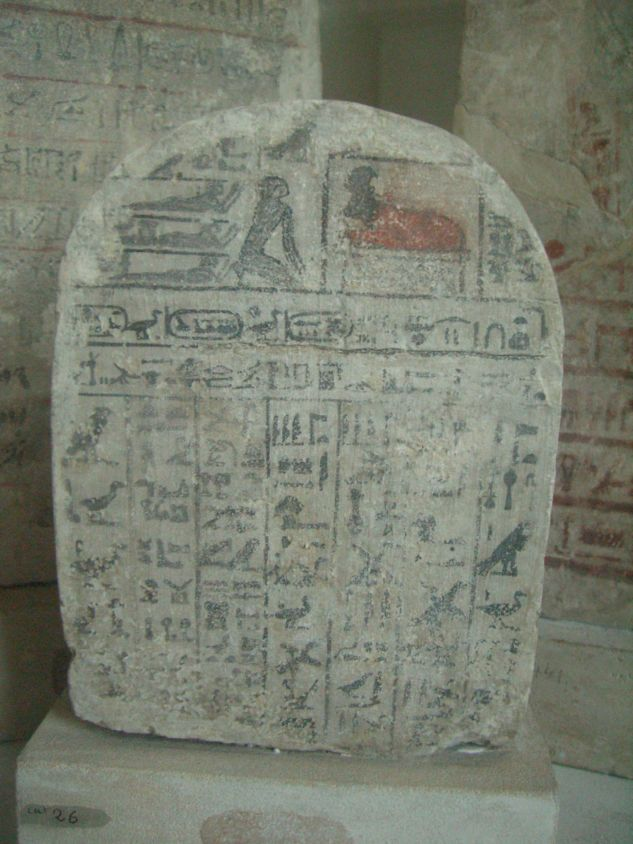
Stèle de l'Apis enterré sous le règne de Sheshonq V
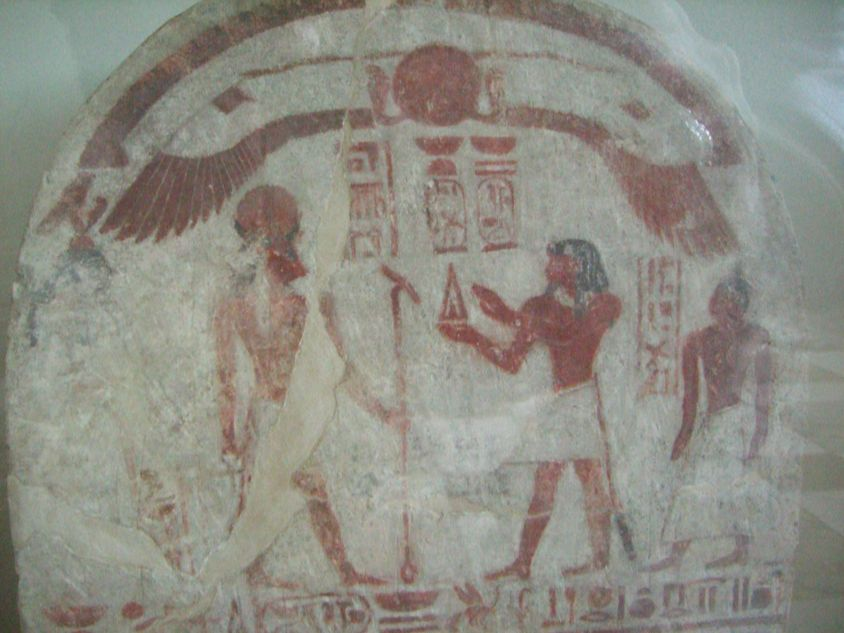
Stèle de l'Apis enterré sous le règne de Pimay
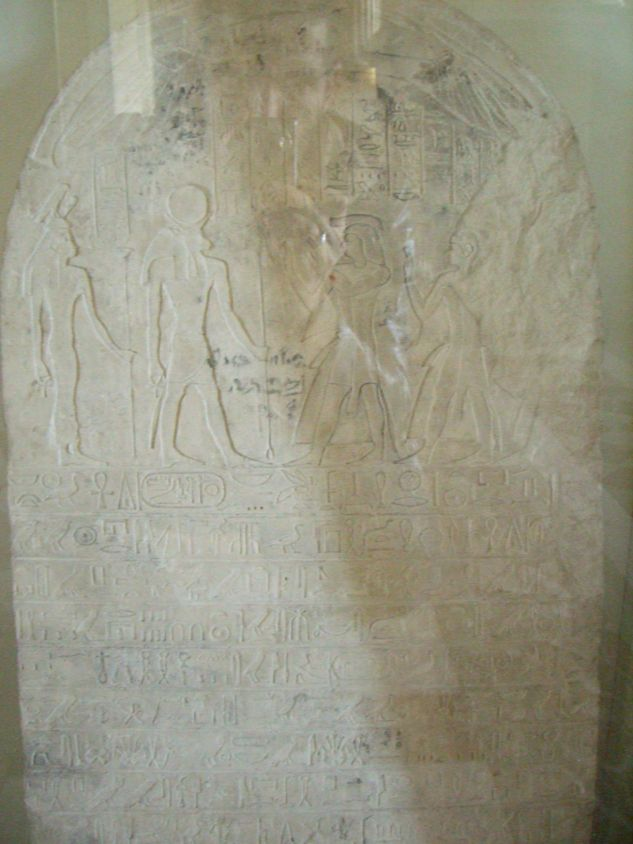
Autre stèle de l'Apis enterré sous le règne de Pimay
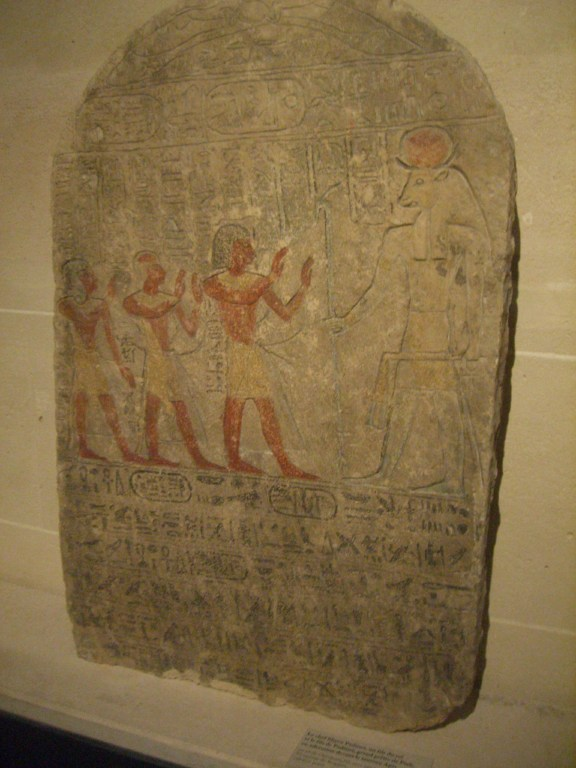
Stèle de l'Apis enterré sous le règne de Sheshonq III
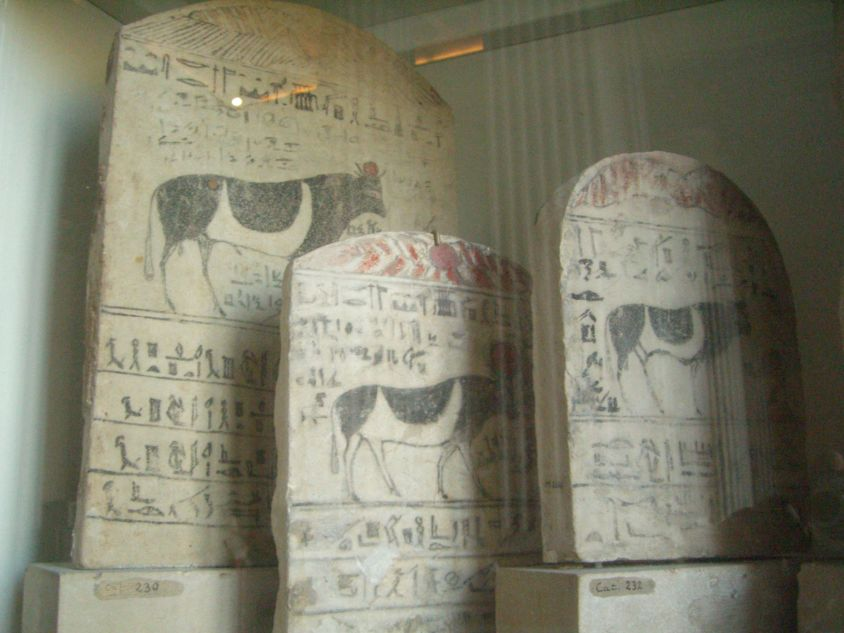
Stèles de particuliers en l'honneur du dieu Apis

Apis de la Basse époque
Stèle de l'Apis enterré sous le règne d'Ahmôsis II
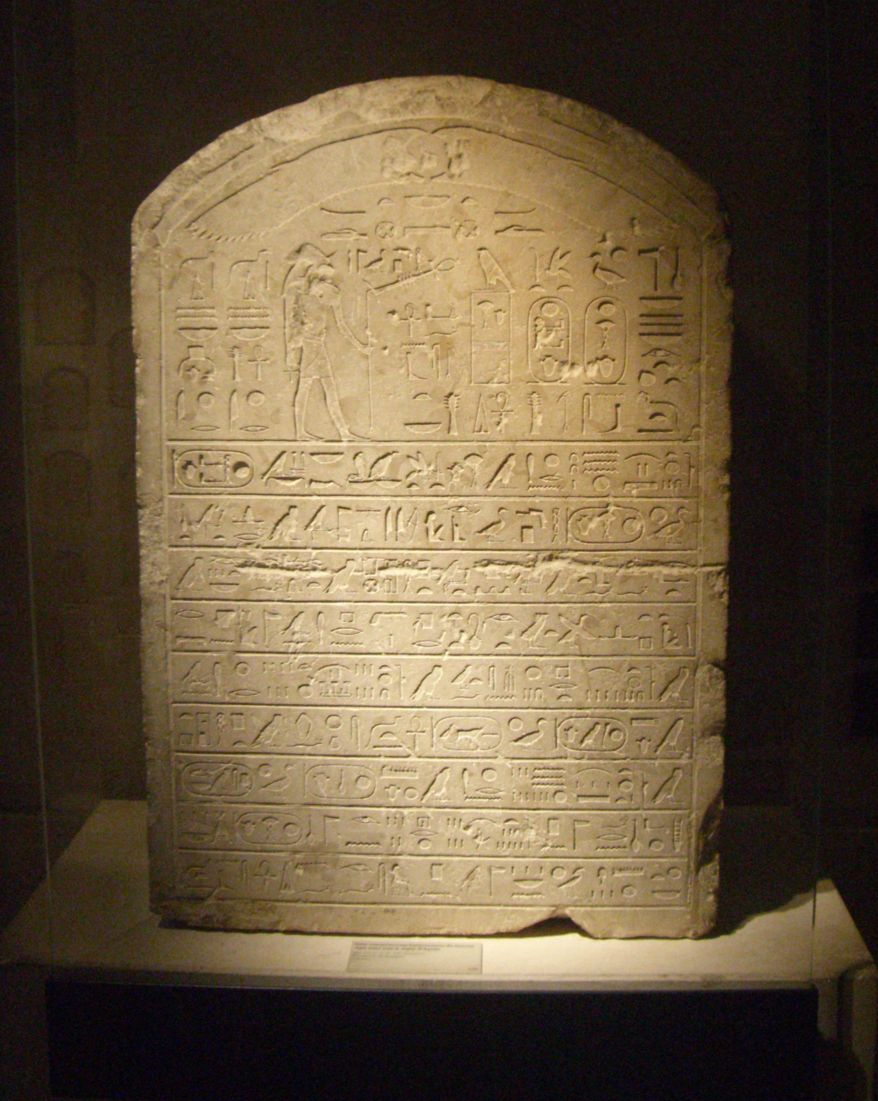
Stèle de l'Apis enterré sous le règne d'Apriès
Stèle de l'Apis enterré sous le règne de Psammétique Ier
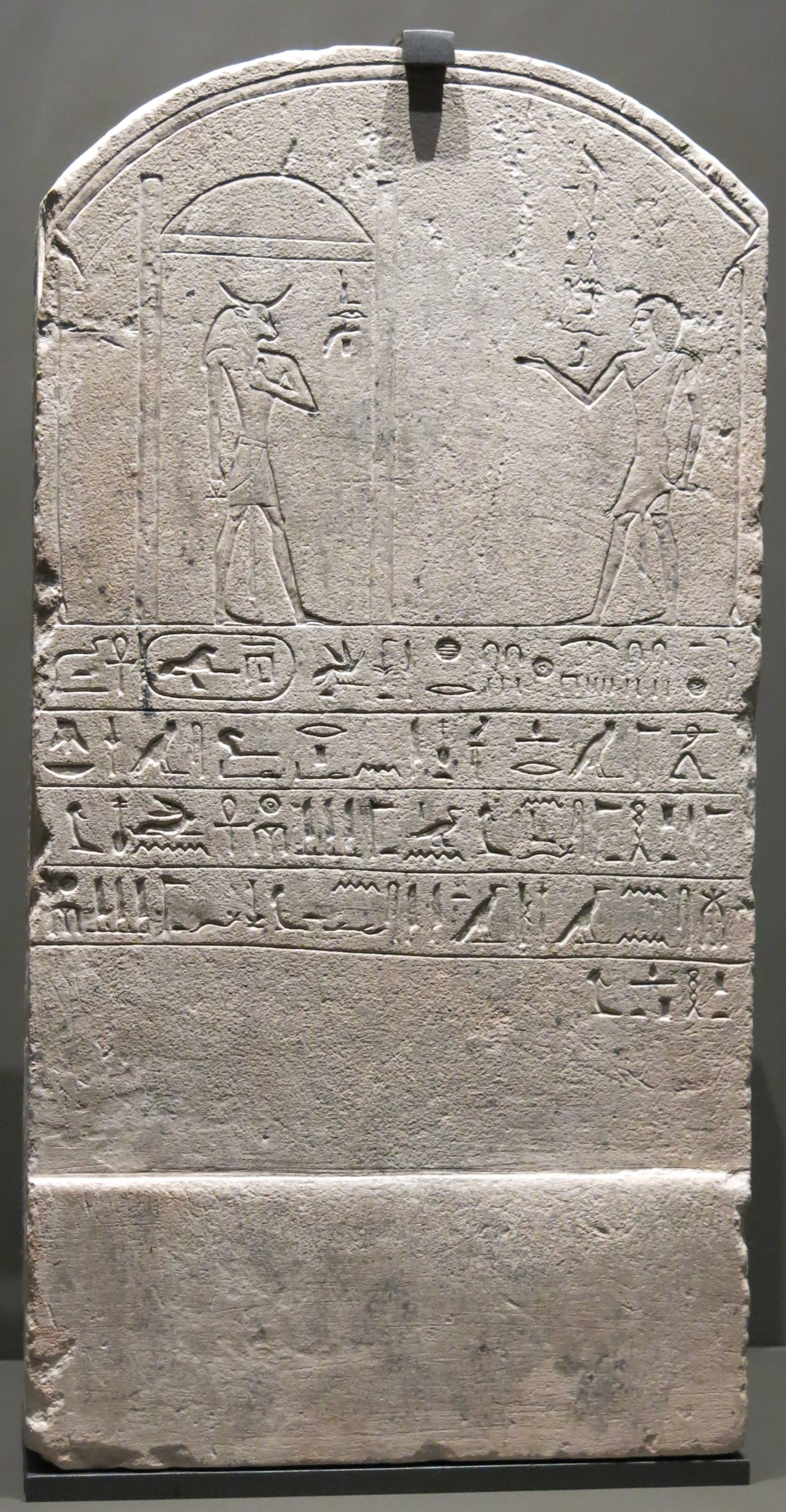
Stèle de l'Apis enterré sous le règne de Taharqa

Apis de la période perse et ptolémaïque
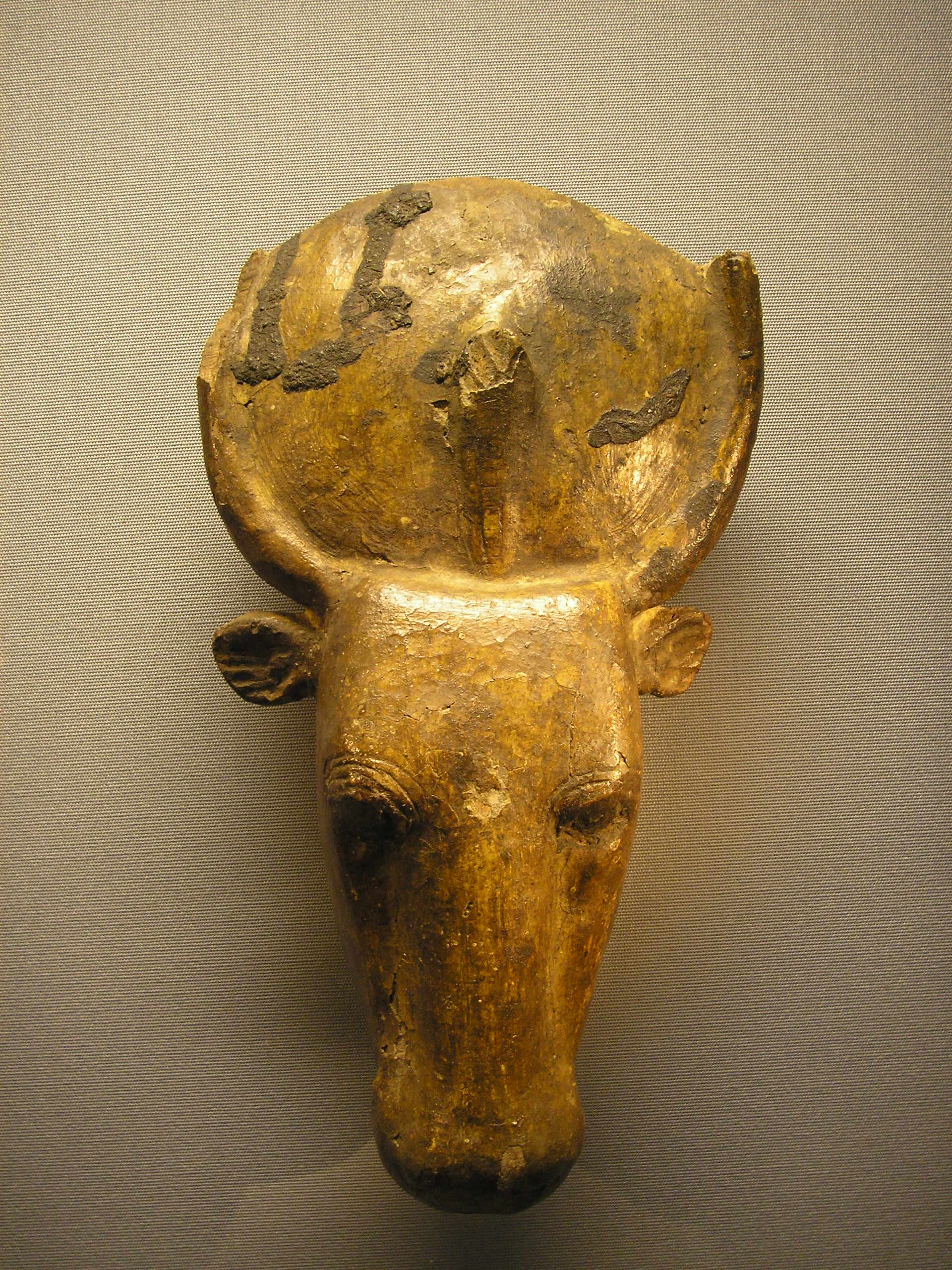
Masque d'une momie d'Apis
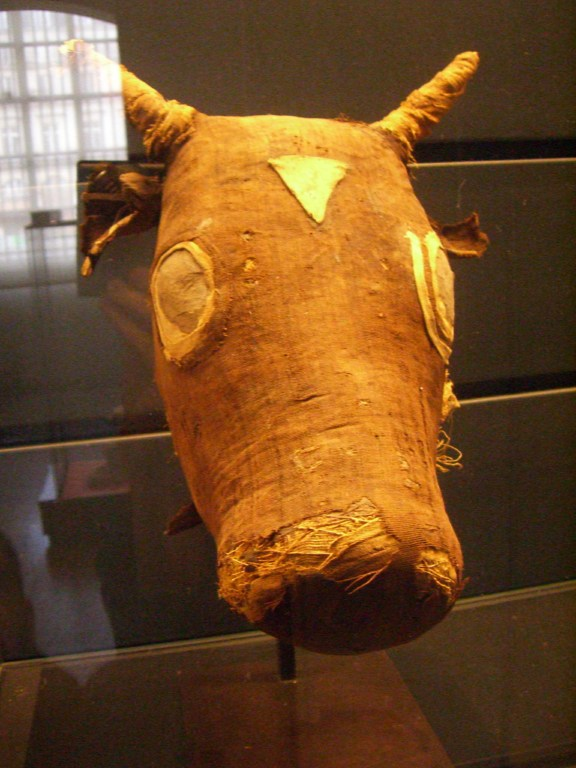
Tête d'une momie d'un Apis enterré à l'époque ptolémaïque
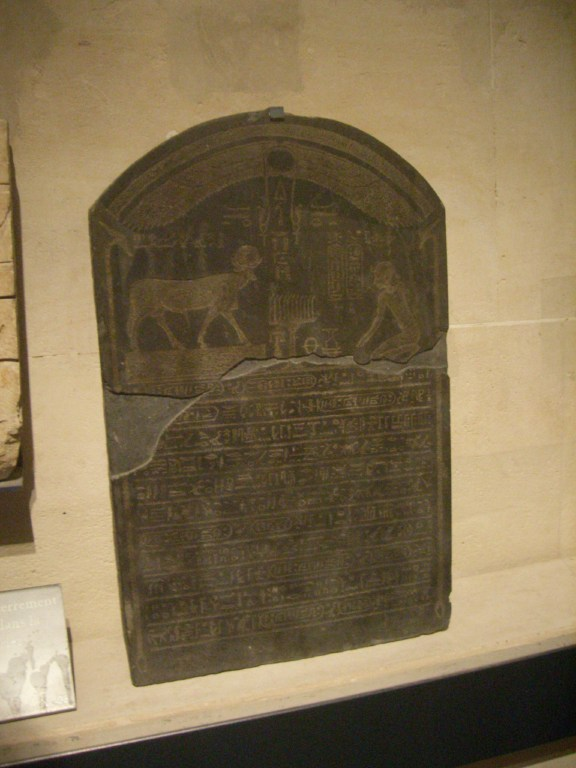
Stèle de l'Apis enterré sous le règne de Ptolémée VI